# 尼科波尔-克里沃罗格攻势
尼科波尔-克里沃罗格攻势（俄语：Никопольско-Криворожская наступательная операция）是红军乌克兰第3方面军和乌克兰第4方面军方面军在1944年1月30日至2月29日在尼科波尔和克里沃罗格地区对德国第6集团军的进攻。它是第聂伯河-喀尔巴阡山脉攻势的一部分，目的是夺回于1941年落入德国手中的右岸乌克兰地区。
1944年1月30日，突出部以北的乌克兰第3方面军发起了对尼科波尔的进攻，而在突出部以南的乌克兰第4方面军的在一天后发起了进攻。苏联部队突破了第6集团军的防线，于2月5日收复了阿波斯托罗沃，将集团军一分为二。尼科波尔于2月8日被苏军收复，但尽管德军损失惨重，包括德国第4军在内的第聂伯河左岸的部队成功撤回第聂伯河右岸。第4军向阿波斯托洛沃发动了反攻，迫使苏军停止向该地推进，转而准备对突出部西北部的克里沃罗格发动攻势。乌克兰第3方面军的两个集团军于2月17日开始向克里沃罗格推进，并于2月22日收复了该城。该方面军的其他部队随后恢复了前进，并夺取了因古列茨河上的几个桥头堡。该地区的战斗逐渐停止。苏军为第聂伯河-喀尔巴阡山脉攻势第二阶段的后续推进铺平了道路。这次攻势削平了德军的突出部，第6集团军的部队在战斗中至少伤亡了15000人。

## 背景
1943年底下第聂伯河攻势中苏军向第聂伯河推进时，由卡尔-阿道夫·霍利特将军指挥的德军第6集团军撤退到了克里沃罗格地区，其第4军和第29军牢固地占据着第聂伯河上的以阿波斯托罗沃为关键铁路枢纽中心的突出部。11月3日，这两个军被暂时移交给第1装甲集团军，并在几周后成为舍尔纳集团军级支队的一部分，与北部的第17军共同由斐迪南·舍爾納将军指挥。在11月和12月期间，乌克兰第3和第4方面军对尼科波尔桥头堡和克里沃罗格地区发起了一系列不成功的进攻。乌克兰第3方面军对突出部的北部进行了攻击，而乌克兰第4方面军则对南部进行了攻击。在1941年8月17日德军占领尼科波尔后，该地区丰富的锰矿被纳粹德国用来生产高强度的钢铁。希特勒反复强调这一地区的重要性，他曾告诉他的指挥官，“失去尼科波尔就意味着战争的结束”。尼科波尔桥头堡还具有战略意义，因为它可以作为向克里米亚进攻的跳板以打通和第17集团军的联系，因此希特勒拒绝了曼施坦因提出的从尼科波尔撤退的要求。于是，尼科波尔桥头堡被特别强化，其第一道防线上有三道战壕，并被铁丝网和雷区加强。靠近前线的所有高地和居民点都变成了坚固的防御据点，这些阵地是德军第聂伯河防线的剩余部分。
尽管希特勒对桥头堡情有独钟，但据第6集团军参谋长马克斯·博克说，在1943年和1944年的冬季，锰矿的开采已经停止，已经被开采的锰矿由于缺乏运输工具而“无法转移”。1944年1月1日，第6集团军由南方集团军群移交给A集团军群，南方集团军群战区调整为平斯克沼泽至克里沃罗格以北。由于苏军在日托米尔地区的突破，曼施坦因将第1装甲集团军调往北部，将部分步兵师划给了第6集团军。1月4日，曼施坦因飞抵元首总部，试图劝说希特勒放弃尼科波尔桥头堡，但是他的请求被拒绝了。
德军在该地区还拥有得天独厚的天然屏障——乌克兰第3方面军以南的卡缅卡河和乌克兰第4方面军以西的第聂伯河。在尼科波尔桥头堡的后方是泛滥的第聂伯河形成的沼泽地，在冬天很少结冰。该桥头堡只有两条通道：一条是位于尼科波尔以东的北区的一座临时桥梁，另一条是位于桥头堡最南端的大列佩季哈的单车道浮桥。第6集团军的其余部队在桥头堡北面和东面布防，其防线从克里沃罗格以北18英里延伸至阿波斯托罗沃以北30英里的地区，那里有着唯一一条向尼科波尔以北和尼科波尔方向分支的军用的铁路线。德军的阵地横跨开阔的大草原，被许多沟壑和五条大河流的河道以直角分割。有一条硬路面的公路穿过集团军的防区，它被命名为4号公路，但由于它太靠近前线，除了位于克里沃罗格的一小段区域外，德军无法使用它。由于完全缺乏合适的筑路材料，德军无法修建硬路面的道路。因此，当公路在冬季潮湿的天气里无法通行时，铁路和履带车是仅有的可靠的运输方式，这也意味着如果苏军能够收复阿波斯托罗沃，他们就能有效地切断桥头堡中的德军。

## 大战之前

### 苏军在1月底之前的攻势

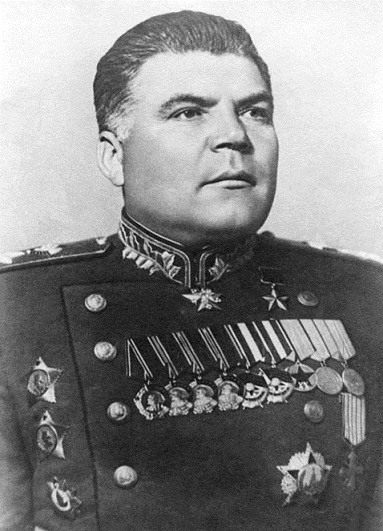
罗季翁·雅科夫列维奇·马林诺夫斯基，该图为其40年代的照片

1943年底，由马林诺夫斯基指挥的乌克兰第3方面军收复了特尔尼夫斯基、托马基夫卡至比伦凯一线，其部队包括近卫第8集团军、第6集团军和第46集团军、空军第17集团军和第23坦克军，共计19个步兵师和1个坦克军，面对德军的第17军、第30军和第57装甲军。托尔布欣的乌克兰第4方面军的部队包括近卫第3集团军、突击第5集团军、第28集团军、第8航空军、近卫第2和第4机械化军以及近卫第4骑兵军，共计22个步兵师、3个骑兵师和2个机械化军，向尼科波尔进攻，面对德军的第4、29军。乌克兰第3方面军和乌克兰第4方面军在1944年1月被要求收复尼科波尔和克里沃伊罗格地区，切断尼科波尔桥头堡，并将德军逼退到因古列茨河和南布格河一线之后。1943年12月29日，最高统帅部的华西列夫斯基报告说，在日托米尔-别尔季切夫攻势中面对乌克兰第1方面军的德军被击败，乌克兰第2方面军改为向基洛夫格勒进攻之后，他们被迫重新考虑乌克兰第3和第4方面军的作战计划。华西列夫斯基的结论是，德军有可能从尼科波尔桥头堡撤出，因此主张在1944年1月10日至12日之间重新开始进攻。
最高统帅部批准了他的计划，经过准备，乌克兰第3方面军的近卫第8集团军和第46集团军于1月10日向驻守阿波斯托洛沃的德第30军发起进攻，而乌克兰第4方面军的近卫第3集团军、突击第5集团军和第28集团军于1月12日向驻守尼克波尔桥头堡的第4和第29军进攻。德军的报告表明，在1月10日，乌克兰第3方面军以80辆坦克为先锋，出动两个集团军的9个步兵师，分为两个梯队前进。苏军前进了3英里后就被德军两个装甲师所阻挡，这两个装甲师声称摧毁了在苏军支援步兵之后的三分之二的坦克。德军的持续反击在第1天的战斗结束时将突破口缩小到大约1英里。在数日的战斗中，苏军未能取得决定性的进展。乌克兰第3方面军利用步兵的优势攻入德军的防线6至8公里，但由于德军的抵抗、弹药的短缺以及缺乏坦克而无法形成强大的攻击群，苏军无法达成更大的突破。霍利特曾考虑将第24装甲师短暂地从尼科波尔桥头堡撤出以用于对北面苏军的反击，但在乌克兰第4方面军对桥头堡发起进攻后，霍利特决定不抽调这个装甲师。乌克兰第4方面军也同样没有成功，攻势在1月17日停止。
在1月11日至20日，乌克兰第4方面军的近卫第3集团军、突击第5集团军和第28集团军共3191人死亡，9938人阵亡，其中近卫第3集团军、突击第5集团军的伤亡最为惨重。在1月11日至20日包括苏军攻击的10天期间，德军第6集团军共1339人阵亡，4865人受伤，446人失踪。在接下来的十天时间里，德军有834人死亡，3214人受伤，419人失踪。

### 苏军的计划
在攻击结束的当天，华西列夫斯基向最高统帅部提交了一份新的计划，准备在1月30日重新开始攻击。乌克兰第3方面军被赋予了行动中最为重要的任务，并得到了来自乌克兰第2方面军的第37集团军、来自乌克兰第4方面军的近卫第4机械化军和来自最高统帅部预备队的近卫第31步兵军的增援。该方面军又获得了64辆坦克，并得到了大量的弹药和燃料的补充。乌克兰第4方面军也获得了更多的弹药。
华西列夫斯基计划，第37集团军和第6集团军分别向位于克里沃罗格的德国第52装甲军和位于尼科波尔的第17军依次发动进攻。乌克兰第3方面军的主攻由第46集团军、近卫第8集团军和近卫第4机械化军发起，向阿波斯托洛沃和第聂伯河方向进攻，并随后与乌克兰第4方面军汇合。近卫第8集团军和第46集团军将在21公里的战线上进攻，火力密度约为每公里有140门火炮和迫击炮以及9辆坦克和自行火炮。空军第17集团军会为乌克兰第3方面军提供空中支援。同时，乌克兰第4方面军的近卫第3集团军、突击第5集团军和第28集团军在空军第8集团军的支持下，消灭尼科波尔桥头堡的第4和第29军，而近卫第2机械化军将被投入突击第5集团军达成的突破处。
在1月16日至18日的晚上，苏军第6集团军接管了近卫第8集团军在第聂伯河以西的部分防线，使近卫第8集团军的兵力密度上升。第46集团军集结在近卫第8集团军的侧翼，第37集团军被部署到第46集团军的右翼。近卫第4机械化军从第聂伯河南部被转移至近卫第8集团军和第46集团军的结合部，近卫第3和第8集团军以及第37集团军的调动被德国情报部门发现，然而，近卫第8集团军的部署变化没有被发现，近卫第4机械化军的调动则完全未被德国发现。

### 德军的部署
霍利特由于预料到苏军会对突出部北部发起进攻，于1月24日将他的3个装甲师从前线撤回并作为装甲预备队。然而在几天之后，他不得不将1个步兵师调往克里米亚，并将2个相当于步兵师的部队调往第8集团军。最重要的是，在科尔孙-舍甫琴科夫斯基攻势中，该集团军装备最好的第24装甲师沿公路机动310公里以增援第1装甲集团军的右翼，这大大减少了德国第6集团军可用的装甲部队。第6集团军只剩下第9装甲师作为预备队，而且步兵和炮兵的数量也大大减少。第9装甲师也只有13辆可使用的坦克（约占其编制的三分之一）。

## 作战部队

### 德军
在第1装甲集群调往乌克兰北部之后，第6集团军剩余3个装甲师、16个步兵师、1个山地师、8个突击炮营和大量的炮兵，并得到第4航空队的第1航空军的支援。其中第4、29军和3个突击炮营构成了桥头堡的舍尔纳集团军级支队。德军通过削减后方部队使前线部队得到了加强：第4军在1月16日拥有7855名战斗人员，但是由5500名由后方调来。在尼科波尔-克里沃罗格攻势开始前，第6集团军有约26万人，6420门火炮和迫击炮、480辆坦克和突击炮以及560架飞机。然而，有四分之一的坦克、突击炮和火炮无法使用。此外，防空弹药的短缺使德国地面部队无法抵御苏军的空中优势，舍尔纳在给第六集团军司令部的报告中称这种优势是“绝对的”。苏联的空袭德军的补给线，并通过破坏通讯来阻止德国大炮的使用，并通过破坏指挥来阻碍后备部队的行动。
| 第57装甲军 | 汉斯-卡尔·冯·埃泽贝克  | 第15、46、62、257步兵师                             |
| 第30军     | 马克西米连·弗雷特-皮科 | 第123、306步兵师，第16装甲师                        |
| 第17军     | 汉斯·克雷辛            | 第125、294、387步兵师                               |
| 第4军      | 弗雷德里希·米特        | 第17、111、302步兵师，第3山地师                     |
| 第29军     | 埃里希·布兰登伯格      | 第9、97、258、355步兵师                             |
| 预备队     |                        | 第9装甲师，第23装甲师，第24装甲师（调往乌克兰北部） |

### 苏军
苏联军队共有70.5万人、8048门火炮和迫击炮、390辆坦克、1200架作战飞机包括140架波利卡波夫U-2和波利卡波夫R-5侦察机。乌克兰第3方面军有30个步兵师（包括1个空降师），此外还有1个机械化军。参加行动的乌克兰第4方面军有17个步兵师和1个机械化军，以及两个突击炮兵师和一个高射炮兵师。他们在2月1日共计有115537人和2925门大炮（不包括近卫第2机械化军和方面军预备队的炮兵）。
| 第6集团军      | 伊万·季莫费耶维奇·什列明         | 第66步兵军      | 第203、333步兵师                               |
|                |                                  | 直属            | 近卫第60步兵师、第244步兵师                    |
| 近卫第8集团军  | 瓦西里·伊万诺维奇·崔可夫         | 近卫第4步兵军   | 近卫第35、47步兵师，近卫第57摩托化步兵师       |
|                |                                  | 近卫第28步兵军  | 近卫第39摩托化步兵师，近卫第79、88步兵师       |
|                |                                  | 近卫第29步兵军  | 近卫第27摩托化步兵师，近卫第74、82步兵师       |
|                |                                  | 直属            | 第11坦克旅                                     |
| 第37集团军     | 米哈伊尔·尼古拉耶维奇·沙罗欣     | 第57步兵军      | 近卫第48、58步兵师，第228步兵师                |
|                |                                  | 第83步兵军      | 近卫第15、28步兵师，第188步兵师                |
|                |                                  | 直属            | 近卫第92步兵师、近卫第10空降师、第35高射炮兵师 |
| 第46集团军     | 瓦西里·瓦西里耶维奇·格拉戈列夫   | 近卫第6步兵军   | 近卫第20步兵师，第236、353步兵师               |
|                |                                  | 近卫第31步兵军  | 近卫第4、34、40步兵师                          |
|                |                                  | 第34步兵军      | 第195、394步兵师                               |
|                |                                  | 直属            | 第152步兵师                                    |
| 空军第17集团军 | 弗拉基米尔·亚历山德罗维奇·苏杰茨 | 第1混成航空兵军 | 近卫第5强击航空兵师、第288歼击航空兵师         |
|                |                                  | 第9混成航空兵军 | 第305、306强击航空兵师，第295歼击航空兵师      |
|                |                                  | 直属            | 第244轰炸航空兵师，第262夜间轰炸航空兵师       |
| 方面军直属     |                                  |                 | 第9炮兵突破师、第3、4、22高射炮兵师            |
|                |                                  | 近卫第4机械化军 | 第13、14、15近卫机械化师，第36坦克旅           |

| 第3近卫集团军 | 德米特里·丹尼洛维奇·列柳申科           | 近卫第34步兵军  | 近卫第59、61步兵师，第243步兵师                                                        |
|               |                                        | 第32步兵军      | 第259、266步兵师                                                                       |
|               |                                        | 直属            | 第7炮兵突破师、第2高射炮师、近卫第32坦克师和近卫第5摩托化步兵旅                        |
| 突击第5集团军 | 维亚切斯拉夫·德米特里耶维奇·茨韦塔耶夫 | 近卫第3步兵军   | 近卫第50、54、96步兵师                                                                 |
|               |                                        | 第37步兵军      | 第248、416步兵师                                                                       |
|               |                                        | 直属            | 第118、130步兵师，第26高射炮兵师                                                       |
| 第28集团军    | 阿列克谢·格雷奇金                      | 近卫第10步兵军  | 近卫第109步兵师，第61、320步兵师                                                       |
|               |                                        | 第9步兵军       | 第230、301步兵师                                                                       |
|               |                                        | 直属            | 近卫第2炮兵突破师                                                                      |
| 空军第8集团军 | 蒂莫菲尔·赫留金                        | 第7强击航空兵军 | 第206、289强击航空兵师，第236歼击航空兵师                                              |
|               |                                        | 第3歼击航空兵军 | 第265、278歼击航空兵师                                                                 |
|               |                                        | 直属            | 近卫第6轰炸航空兵师、近卫第1强击航空兵师、近卫第6歼击航空兵师、近卫第2夜间轰炸航空兵师 |
| 方面军直属    |                                        | 近卫第2机械化军 | 近卫第4、5、6机械化师，第37坦克旅                                                      |

## 苏军的攻势

### 乌克兰第3方面军的攻势

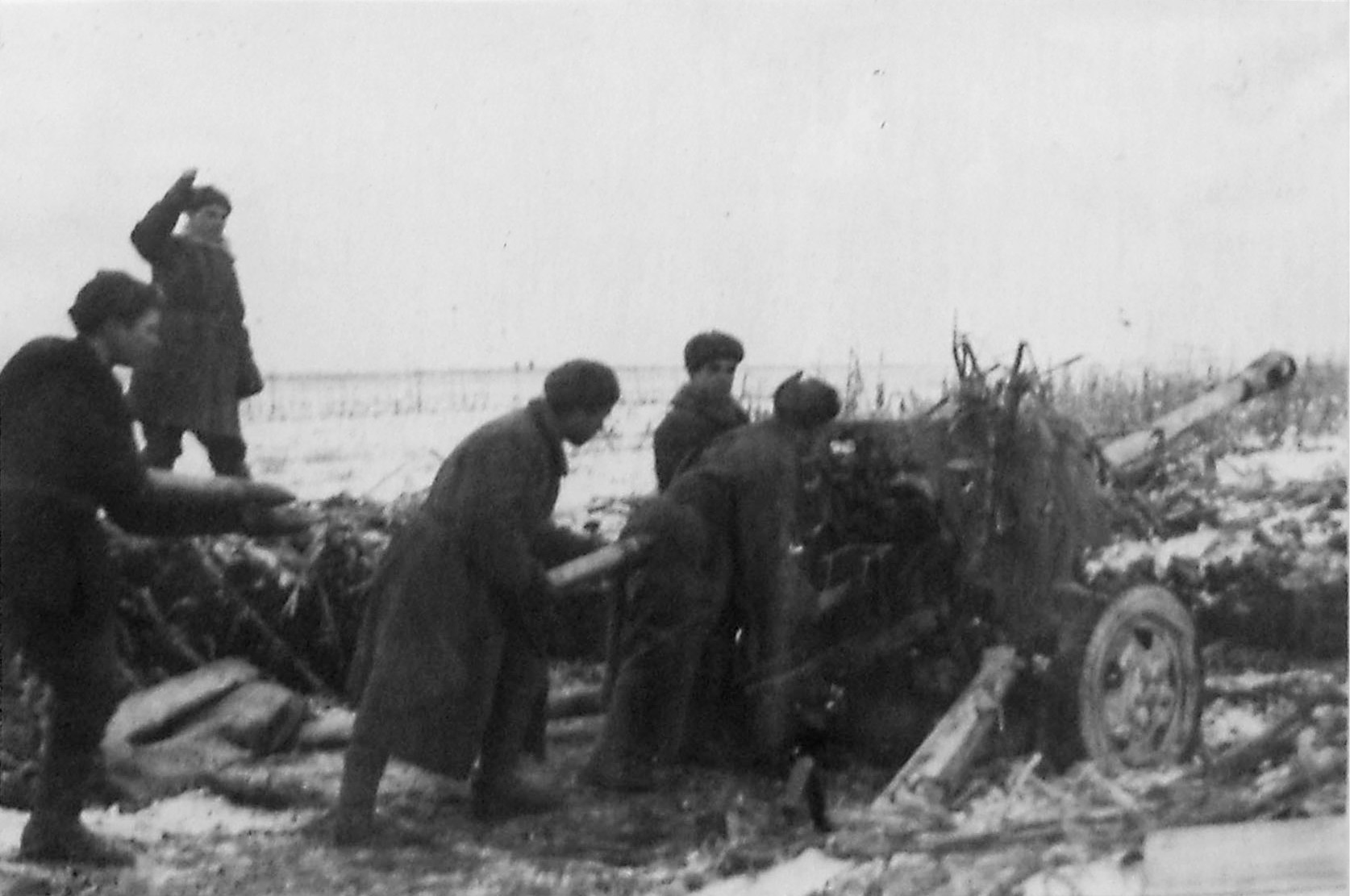
苏联炮手向德军防御工事开炮

苏联第6军和第37集团军的进攻在1月30日上午开始。第37集团军的第82步兵军从维塞利耶特尼出发，在一个8公里宽的正面突破了德军第62步兵师的防线并推进了3-4公里，取得了最大的进展。德军顽强的抵抗和反击打乱了苏军的进攻节奏，导致了如厄尔·弗雷德里克·齐姆克所描述的“一系列互不协调的零散的进攻”。第6集团军以其近卫第60步兵师和第244步兵师发动进攻，设法在尼科波尔东北的第17军的防线上建立一个桥头堡。
近卫第8集团军于1月31日发动进攻，为了保证进攻出其不意，崔可夫以第一梯队每个步兵师的1个营进行侦察，而不是在行动前1至3天以每个军的1至2个营进行侦察，这种战术后来被称为特别梯队。次日黎明，苏军对德军阵地实行了50分钟的轰炸，近卫第8集团军和第46集团军在9点15分发起进攻。随后双方发生了激烈的战斗，苏军突破了第46、123步兵师以及第16装甲师的防御，给德军造成了重大损失并迫使德军撤退，而大炮、车辆和弹药被德军遗弃。苏军成功攻入了第9装甲师的防御阵地。
在步炮的密切配合下，拥有120辆坦克和突击炮的近卫第4机械化军于2月1日16：00冲入了苏军在近卫第8集团军的突破口。在进攻中，近卫第4机械化军击溃了撤退中的第123步兵师，俘虏了85名士兵，在当日到达卡缅卡和肖洛霍沃的北郊，并遇到了拥有约60辆坦克的第23装甲师。苏军对肖洛霍沃的攻击威胁到了尼科波尔桥头堡德军的补给线。在进攻的最初几天，尽管天气不好，但苏联航空兵在前线很活跃。由于苏军的攻击，2月2日，德国第6集团军被调回由埃瓦尔德·冯·克莱斯特指挥的A集团军群。舍尔纳命令他的部队在2日从尼科波尔桥头堡撤退到位于从尼科波尔以西20公里的巴扎夫卢克河口至克里沃伊罗格以东10公里的多尔金泽沃的防线。该防线被称作乌苏拉防线。肖洛霍沃在当天上午被苏军收复，但是苏军被第258师和第302师的替补营暂时阻挡在肖洛霍沃南部。
为了保证第聂伯河以东部队的撤退路线不被切断以及佩列维茨基附近巴扎夫盧克河的铁路桥畅通，第3山地师利用其替补营和先锋营与第258师的警戒部队一起对近卫第8集团军和近卫第4机械化军的部队进行反击，但德军在战斗中损失了近一半的兵力。第3山地师的反坦克分队成功地在佩列维茨基附近击毁了几辆苏军装甲车，但其先锋营的右翼在2月6日被坦克攻入定居点。德军利用突击炮和第3山地师的1个团通过一次反击重新占领了该定居点的北部，使德军在巴扎夫盧克河以东建立了一条连贯的防线。随着苏军在那里的推进被短暂阻滞，第6集团军司令部计划夺回肖洛霍沃并守住卡缅卡以东的防线，但在舍尔纳报告说这种行动会导致大部分机动车辆的损失后该计划就被取消了。
阿波斯托罗沃是德第6集团军的主要补给基地和关键的枢纽，由第123步兵师的残部和第9装甲师以约3000人、80只枪、30辆坦克和突击炮进行全方位的防御。尽管无路的季节的到来使道路无法通行，第46集团军的近卫第4和第34步兵师设法于2月4日晚抵达了阿波斯托罗沃城郊。近卫第4师从城市北部和东部进攻，近卫第34师从西部和西北部进攻。在当地人的协助下，近卫第34师的侦察员在城市西北部4公里处发现了德军防御阵地的一个缺口，该师的近卫第105步兵团在2月5日清晨从此处击穿了德军阵地并占领了火车站。此时，两个师的其余部队也发起了进攻，阿波斯托洛沃在当天早上8点前被苏军收复。阿波斯托洛沃的易手将德军第6集团军切成了两半，一部分位于克里沃罗格地区，另一部分位于尼科波尔和马尔加涅茨地区，而在第9装甲师从阿波斯托洛沃撤退后，第52装甲军和第30军失去了联系。此外，苏军航空兵的攻击破坏了第3山地师在托克火车站的行动并炸毁了机车，阻止了德军伤员的撤离。
与此同时，近卫第8集团军和近卫第4机械化军收复了卡缅卡和佩列维茨基，威胁到了包围圈内的第17军的5个师。在6天内，乌克兰第3方面军突破了德军的防线，前进了45至60公里，给第6集团军造成了重大损失。第46集团军从阿波斯托洛沃继续向西面的因古列茨河前进，而近卫第8集团军和近卫第4机械化军收复了大科斯特罗姆卡、新谢米诺夫卡和上米哈洛夫卡，并试图向南到达第聂伯河以切断尼科波尔周围的德军。

### 乌克兰第4方面军的攻势
1月31日，乌克兰第4方面军开始进攻尼科波尔桥头堡，突击第5集团军的近卫第50步兵师在4点发起进攻，将德军逼退了1.5公里。08:00，近卫第54步兵师开始进攻。中午，近卫第3集团军和第28集团军开始支援进攻以协助突击第5集团军。近卫第2机械化军以约30辆坦克和自行火炮于15:00进入突击第5集团军达成突破口，尽管德军顽强抵抗，但到当天结束时近卫第2机械化军推进了11公里，突击第5集团军推进了7公里。2月2日，根据舍尔纳的命令，德军开始向第聂伯河的大列佩季哈和尼科波尔渡口撤退。苏军对这些渡口的持续空袭和炮击干扰了德军的撤退，但尽管德军损失惨重，舍尔纳集团军级支队还是能够以第3山地师为首从尼科波尔撤到河对岸。
德军的抵抗阻碍了苏军的前进。2月2日，近卫第3集团军、突击第5集团军和第28集团军继续进攻，但只有突击第5集团军取得了微小的进展。但2月3日，乌克兰第4方面军前进了8公里。2月4日，3个集团军继续沿着之前的路线进攻，但又失败了。趁着德军从尼科波尔桥头堡的主防线撤退，近卫第3集团军、突击第5集团军和第28集团军从2月5日对德军的后卫分队进行追击，推进了4至14公里。最后从桥头堡北部撤离的德军部队是第4军的第302步兵师，其先锋部队在2月6日午夜炸毁了横跨第聂伯河的大桥，并摧毁了被遗弃的武器和车辆以及尼科波尔的基础设施。2月8日上午，在第29军不顾希特勒“不惜一切代价守住桥头堡”的命令而撤退之后，突击第5集团军和第28集团军收复了大列佩季哈，削平了尼科波尔桥头堡。在2月7日至8日夜间，苏第6集团军的第203、244和333步兵师从北部和东部攻入尼科波尔，而近卫第3集团军在越过第聂伯河后向尼科波尔南面进攻，其第266步兵师和近卫第5摩托化步兵旅率先攻入尼科波尔。2月8日，在与撤退中的德第302师进行了一夜的激烈巷战后，苏军收复尼科波尔。
在2月1日至10日，乌克兰第4方面军的近卫第3集团军、突击第5集团军和第28集团军有1,725人死亡，4,960人受伤，94人失踪。大部分的伤亡来自于突击第5集团军。在撤离桥头堡的过程中，德军损失了极多的装备，有几个师失去了全部的重武器装备。

### 德军的反击

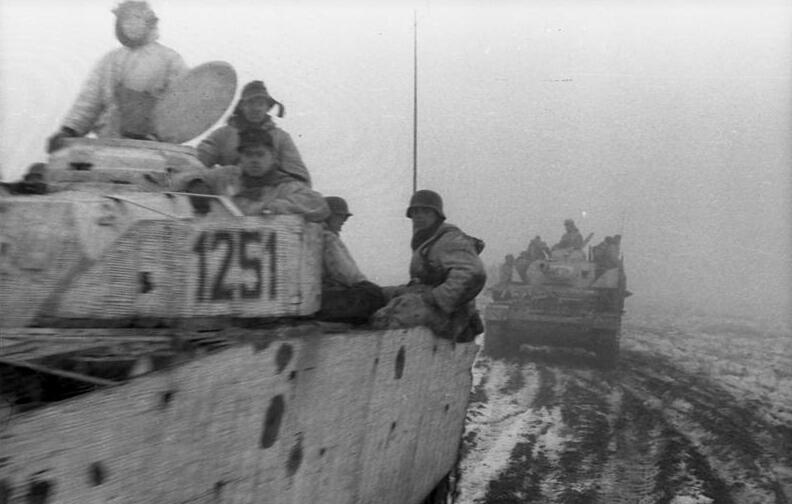
行动中的德国四号坦克

在接下来的几天，双方围绕着德军占据的一条位于尼科波尔以西的狭窄的走廊发生了激烈的战斗。走廊的核心是一条朝西的防线，该防线由从馬林斯凱和佩列维茨基周围的桥头堡撤出的部队组成，包括第302师、第9装甲师的残部以及第4、第17和第29军设法从桥头堡出来的部队。为了确保卡缅卡以东部队的撤退路线畅通，德国最高统帅部规划了一次反击，进攻苏军的侧翼并夺回肖洛霍沃，然后向卡缅卡推进并夺回大科斯特罗姆卡。虚弱的第302师使得这庞大的攻势变得不可行，因此第17、第9和第258步兵师以及第97猎兵师额外承担了向西反攻大科斯特罗姆卡的任务，同时阿波斯托罗沃反击，通过重新打通托克-新谢米诺夫卡铁路线来恢复西部的交通。
德军的反击取得了初步的成功，夺回了尼古拉耶夫卡和新谢米诺夫卡。从2月8日开始，第302步兵师与第17师和第302师各派遣1个团，在第9步兵师的支援下，开始向大科斯特罗姆卡进攻。在激烈的战斗中，德军夺回大科斯特罗姆卡大部分，除了该定居点东部，但德军伤亡惨重。2月8日，近卫第8集团军在坦克支援下对托克的反击在几乎摧毁了第3山地师的部队后被德军阻止。为了确保撤退路线完全畅通，第125步兵师负责攻占大科斯特罗姆卡的东部边缘，其在第302师的支援下于2月10日发起进攻。这次进攻完全占领了该定居点，第125师继续向新谢米诺夫卡和阿波斯托洛沃推进。
2月11日，德军第4军等向阿波斯托洛沃进行反击的部队，向近卫第8集团军和第46集团军的结合部发起猛攻。该地区为数不多的苏军部队被迫撤退，到当天结束时，德军已经前进了8到10公里，并威胁攻占阿波斯托洛沃。马林诺夫斯基急忙从方面军预备队中抽调近卫第48步兵师和两个反坦克炮团，并让近卫第82步兵师和第152步兵师集中起来保卫该城。2月12日，德军的反击由于苏军的空袭而耗尽，第125师被迫撤退到原来的阵地。该师在战斗中损失惨重，不得不在几天后解散。然而，泥泞的道路大大削弱了近卫第8集团军，其炮兵和坦克落后于前线并且弹药短缺。2月10日，近卫第4机械化军由于损失惨重而被转为阿波斯托洛沃地区的预备队。

### 攻向克里沃罗格
在接下来的几天里，德军守住了第聂伯河沼泽地和尼科波尔-杜奇内公路，使5个步兵师和包括第17军的几个师得以撤退，尽管他们几乎损失了全部的重型装备。与此同时，苏第37集团军继续在韦谢里耶特尼以南作战，第46集团军推进到阿波斯托洛沃的西北部，近卫第8集团军推进到该城的西南部，第6集团军攻入新沃龙佐夫卡。2月10日，近卫第3集团军转调至乌克兰第3方面军，但很快被转入最高统帅部预备队。同样转调至乌克兰第3方面军的突击第5集团军在防线受浮冰而恶化的情况下于2月10日越过第聂伯河，并占领了小列佩季哈的一个桥头堡。在接下来的几天里，由于大炮和弹药要向前线运输，苏军暂停了攻势，并等待着恢复对克里沃罗格的进攻。
在这场战斗的间隙期，由于德军损失惨重，德第6集团军对其部队进行了重组。除了解散第125步兵师外，第302步兵师的两个团被合并为一个团，而第387步兵师被并入第258步兵师。预警部队则由失去武器的炮兵、后方人员和散兵拼凑而成。此外，之前的战斗还造成了先锋部队、架桥设备、车辆、枪支、弹药和坦克的缺乏。第17步兵师和第294步兵师在试图打通撤退路线的过程中也损失惨重，不过第4和第17军的部队守住了他们在马林斯科耶的阵地。第24装甲师从科尔孙返回，并于2月15日和第97猎兵师向大科斯特罗姆卡以西发起进攻。他们消灭了苏军的一个渗透点，报告说缴获了221门火炮、66门反坦克炮和62挺机枪。这使得第6集团军可以相对不受阻碍地向因古列茨河地区撤退。
苏军以第37和第46集团军向克里沃罗格进攻，德军以5个步兵师和2个装甲师防守。第37集团军在克里沃罗格东北10公里宽的正面上进攻，并从北面绕过该城，而第46集团军的任务是从德军在16公里长的防线的中间突破，并从东南方向正面进攻该城。在各集团军的突破地段，火力密度为每公里40至50门火炮和迫击炮。

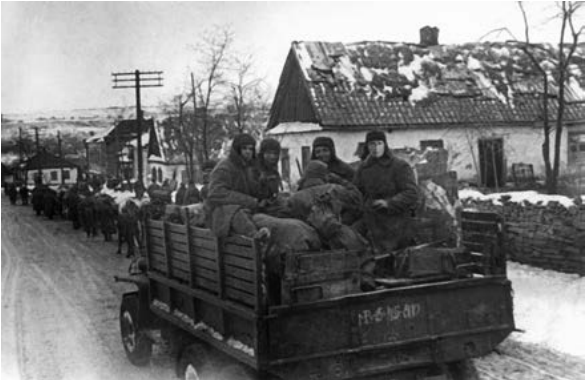
苏军在1944年2月收复克里沃罗格

2月17日，第37集团军在5：00开始进攻，第46集团军在30分钟的炮火准备后于10：00发起进攻。暴风雪使苏军的前进变得困难，并使苏军无法出动空军，但在进攻的头两天，两个集团军在泥泞和雪地中和德军激烈战斗，前进了5至12公里。面对德军的反击，第82步兵军于2月21日抵达克里沃罗格东北面城郊。同时，近卫第6步兵军和第34步兵军到达了城市的东部和东南部郊区。德军的防线主要集中在东部，因为他们认为苏军的主攻方向会在那里。苏军利用侦察发现的防线的薄弱处，于2月22日拂晓分别从西北和东南方向攻入克里沃罗格，该城于当日16时被苏军收复。为了庆祝苏军收复克里沃罗格，莫斯科鸣响了224门礼炮。第37集团军的一个特别分队阻止了德军对克里沃罗格的发电站和萨克萨汗水库的拆除。

### 攻向因古列茨河
苏军收复克里沃罗格后，第37、46集团军分别推进到该城以西、以南的因古列茨河东岸。2月25日，苏近卫第8集团军和第6集团军向因古列茨河发起进攻。2月26日，突击第5集团军从第聂伯河上的桥头堡向西南方向发起进攻，三天后到达大亞歷山德里夫卡-杜奇内一线。因古列茨河是一个一个方便的天然屏障，构成了德军的主防线，但是近卫第8集团军的近卫第35和第57步兵师成功在希罗凯占领了一个桥头堡。几乎同时，第37集团军在克里沃伊罗格以西建立了桥头堡，第46军在希罗凯以北建立了桥头堡。

## 结果
根据俄罗斯国防部中央档案馆中的苏联文件，苏军在进攻期间俘虏了4,600名士兵。德国第6集团军的十日伤亡报告表明在2月份共2,905人死亡，10,018人受伤，2,445人失踪，总计15,368人。根据德国联邦军事档案馆的报告，在2月11日至29日期间，德军损失了13,240人，其中包括8,390人受伤和4,850人死亡或失踪。
德军8个步兵师、3个装甲师和1个装甲掷弹兵师損失超过半数的兵員。尼科波尔桥头堡的消失，使乌克兰第4方面军能够发动克里米亚攻势，而不必担心德军对其后方的攻击。攻占因古列茨河上的桥头堡为随后的别列兹涅戈瓦托耶-斯尼吉廖夫卡攻势和敖德萨攻势创造了有利条件。
在这次行动中，空军第8和第17集团军出动飞机10,700架次。根据苏联的文件，他们在100多场空战中声称击落140架德国飞机，并摧毁了39架未起飞的飞机。这两个集团军还向部队运送大量燃料和弹药，仅空军第17集团军就出动运输机2136架次，运送了大约320吨物资，撤离了约1260名伤员。

## 引文
1. ↑  Erickson 1999，第180頁.
2. 1 2 3 4 5  Moschansky 2011，第118頁.
3. 1 2 3 4  Frieser 2017，第467頁.
4. ↑  Moschansky 2011，第112頁.
5. ↑  Frieser 2017，第377頁.
6. 1 2 3  Ziemke 2002，第238–239頁.
7. ↑  Forczyk 2016，第85, 89頁.
8. ↑  Frieser 2017，第63頁.
9. 1 2  Moschansky 2011，第110–111頁.
10. ↑  Frieser 2017，第382頁.
11. ↑  Frieser 2017，第385頁.
12. 1 2  Ziemke 2002，第239–240頁.
13. 1 2  Ziemke 2002，第239頁.
14. ↑  Moschansky 2011，第112–114頁.
15. 1 2 3  Glantz 1989，第327頁.
16. ↑  Burenin & Potalin 1944，第43頁.
17. ↑  Tarasov & Levshuk 1944a，第47頁.
18. ↑  Tarasov & Levshuk 1944a，第82頁.
19. 1 2  . Human Losses in World War II.   [10 January 2017]. （原始内容存档于18 October 2014）.
20. ↑  Erickson 1999，第166頁.
21. ↑  Moschansky 2011，第115–116頁.
22. 1 2  Ziemke 2002，第505頁.
23. 1 2  Ziemke 2002，第238–39頁.
24. 1 2  Moschansky 2011，第115–117頁.
25. ↑  Glantz 1989，第329頁.
26. 1 2  Glantz 1989，第328頁.
27. 1 2  Ziemke 2002，第241頁.
28. ↑  Moschansky 2011，第138-148頁.
29. 1 2  Hinze 2009，第199頁.
30. ↑  Tessin 1967，第6頁.
31. 1 2  Gurkin et al. 1988，第48–49頁.
32. ↑  Gurkin et al. 1988，第49–50頁.
33. ↑  Tarasov & Levshuk 1944b，第9–15頁.
34. ↑  Gurkin et al. 1988，第49-50頁:由于近卫第2集团军、第51集团军和近卫第4骑兵军、第19坦克军没有参加进攻，此处略去了这些部队。
35. ↑  Tarasov & Levshuk 1944a，第103–104頁.
36. 1 2  Moschansky 2011，第118–119頁.
37. ↑  Hinze 2009，第200–201頁.
38. 1 2  Moschansky 2011，第120–121頁.
39. 1 2 3 4 5 6 7  Hinze 2009，第201頁.
40. ↑  Moschansky 2011，第138n142頁.
41. ↑  Frieser 2017，第413,468頁.
42. 1 2  Hinze 2009，第202頁.
43. ↑  Hinze 2009，第203–204頁.
44. 1 2  Moschansky 2011，第123–124頁.
45. 1 2 3 4  Hinze 2009，第204–205頁.
46. 1 2 3 4 5  Hinze 2009，第206–207頁.
47. 1 2  Moschansky 2011，第124–126頁.
48. ↑  Tarasov & Levshuk 1944b，第20,23,27,31頁.
49. ↑  Moschansky 2011，第127頁.
50. 1 2  Erickson 1999，第179頁.
51. ↑  Tarasov & Levshuk 1944b，第49頁.
52. ↑  Ziemke 2002，第243頁.
53. 1 2  Moschansky 2011，第128–129頁.
54. 1 2 3  Moschansky 2011，第130–133頁.
55. ↑  Hinze 2009，第207–208頁.
56. ↑  Frieser 2017，第473頁.
57. ↑  Moschansky 2011，第135–136頁.
58. 1 2 3  Moschansky 2011，第137–138頁.
59. ↑  Frieser 2017，第474n106頁.